# Limenitis leutha
Limenitis leutha är en fjärilsart som beskrevs av Hans Fruhstorfer 1915. Limenitis leutha ingår i släktet Limenitis och familjen praktfjärilar. Inga underarter finns listade i Catalogue of Life.